# Prionodon pardicolor
O linsangue-malhado (Prionodon pardicolor) é um Prionodontídeo, um animal predatório de hábitos árboreos nativo do Sudeste Asiático.  

## Características

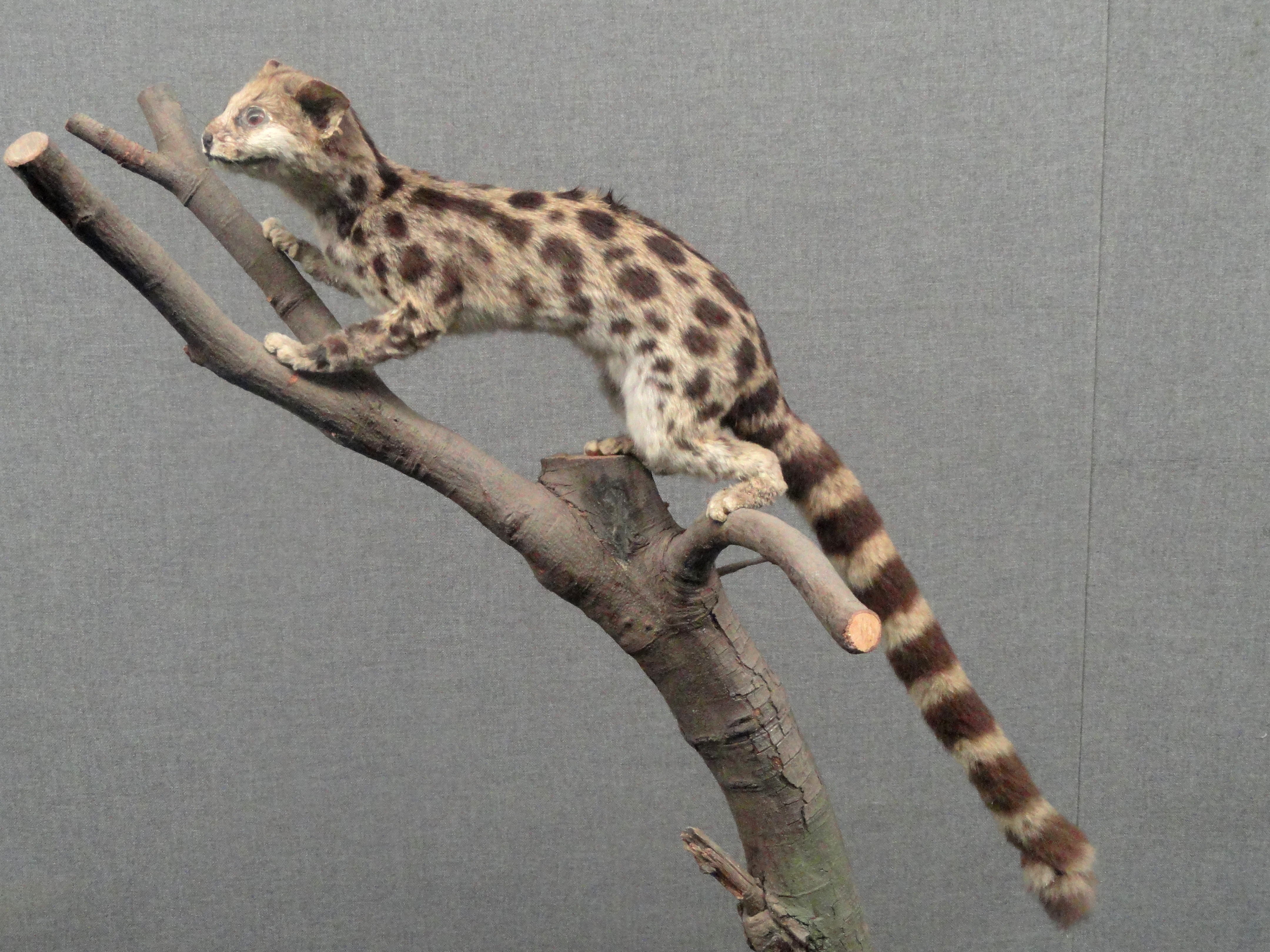
Espécime taxidermizado em museu.

O linsangue-malhado é semelhante em aspecto ao seu parente vivo mais próximo, o linsangue-listrado. A cor da pelagem é variável entre o marrom escuro e o amarelo claro. Duas listras longas se estendem de trás das orelhas até os ombros ou além, e duas listras mais curtas correm ao longo do pescoço. As patas dianteiras são manchadas até a pata, e a sua cauda de aspecto cilíndrico possui oito ou nove anéis largos e escuros, separados por estreitos anéis brancos. Suas garras são retráteis e afiadas, característica compartilhada entre os prionodontídeos e os felinos (seus mais próximos parentes vivos). Pesa cerca de 450 gramas, medindo cerca de 36-38 centímetros de comprimento, com uma cauda excepcionalmente longa medindo 30–33 cm. Sua altura até a cernelha é de cerca de 13 a 14 centímetros .

## Ecologia
O linsague-malhado é um animal de hábitos noturnos, e solitários. Com um estilo de vida arborícola, sendo conhecidos seus hábitos de utilizarem cavidades em árvores para dormir e tocas para a reprodução. Caça tanto no solo quanto nas árvores, consumindo ratos, cobras, sapos e pássaros. Mas também já foram vistos alimentando-se de carcaças.
O linsangue-malhado não possui predadores naturais conhecidos. 